# Fincabaute
Fincabaute é uma banda brasileira de pop rock.
O nome da banda é um trocadilho com o termo inglês "Think About".
Tornou-se conhecida nacionalmente com o hit "Coisa de Maluco", uma das canções mais tocadas no ano de 1997.
Apesar de ainda estar na ativa, a banda não conseguiu emplacar mais nenhum sucesso. Por conta disso, eles figuram na 11 posição da lista "Os 15 maiores One-Hit Wonders brasileiros", elaborada em 2012 pelo site Tenho Mais Discos Que Amigos; na lista "As cinco bandas nacionais de um sucesso só dos anos 90", elaborada em 2013 pelo site ClicRBS; e na lista "Os 9 artistas de uma música só", elaborada pelo site IG em 2014.

## História
A banda tornou-se conhecida nacionalmente em 1997 quando emplacou o hit "Coisa de Maluco", uma música do gênero dancehall que foi uma das canções mais tocadas no ano.
Em 2017, a banda foi convidada para participar do quadro Ding Dong, do Domingão do Faustão.

## Discografia
- Coisa de Maluco (1997) (Spotlight)
- Pizzaria Brasil (2000) (Som Livre)
- De Volta Para o Futuro (2016) (Tratore)